# Mahima Chaudhry

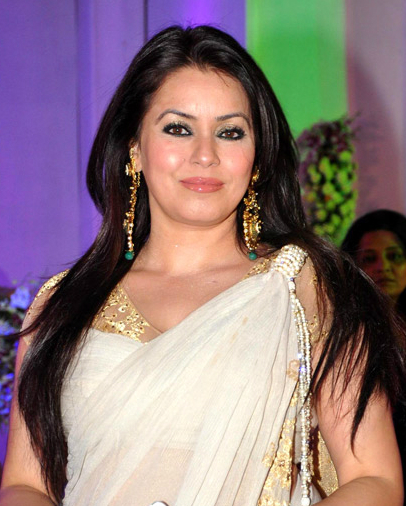
Mahima Chaudhry

Mahima Chaudhry (* 13. September 1973 in Darjeeling, Indien als Ritu Chaudhry) ist ein ehemaliges indisches Fotomodell und Schauspielerin. Ihr Filmdebüt hatte sie 1997 neben Amrish Puri und Shah Rukh Khan in Pardes.

## Leben
Mahima Chaudhry wurde 1973 als Ritu Chaudhry in Darjeeling geboren. Ihr Vater war Angehöriger der Jat, ihre Mutter stammt aus Nepal. Sie besuchte bis zur zehnten Klasse die Dow Hill School in Kurseong und ging anschließend an das Loreto College in Darjeeling. Anfang der 1990er trat sie in verschiedenen TV-Werbespots auf, unter anderem neben Aamir Khan und Aishwarya Rai für Pepsi. Chaudhry war des Weiteren als Video Jockey tätig, wodurch der Regisseur Subhash Ghai auf sie aufmerksam wurde. Er gab ihr 1997 eine Rolle im Bollywoodfilm Pardes, für die sie einen Filmfare Award für das beste Filmdebüt erhielt.
Seitdem war sie in verschiedenen Filmproduktionen zu sehen, unter anderem neben Kajol, Shilpa Shetty, Amisha Patel, Manisha Koirala, Rekha, Preity Zinta, Tabu und Hema Malini.

## Privates
Chaudhry war kurzzeitig mit dem Tennisspieler Leander Paes liiert, bis er  2004 eine Affäre mit dem damals verheirateten weiblichen Model Rhea Pillai begann. 2006 heiratete sie den Geschäftsmann Bobby Mukherji, lebt mittlerweile aber getrennt von ihm. Mit ihm hat Chaudhry eine Tochter.

## Filmografie (Auswahl)
- 1997: Pardes
- 1999: Manasulo Maata
- 1999: Dil Kya Kare
- 1999: Daag: The Fire
- 1999: Pyaar Koi Khel Nahin
- 2000: Dhadkan
- 2000: Deewane
- 2000: Kurukshetra
- 2000: Khiladi 420
- 2001: Lajja
- 2001: Yeh Teraa Ghar Yeh Meraa Ghar
- 2002: Bharat Bhagya Vidhata
- 2002: Om Jai Jagadish
- 2002: Dil Hai Tumhaara
- 2003: Saaya
- 2003: Tere Naam
- 2003: Baghban
- 2003: LOC Kargil
- 2004: Dobara
- 2005: Zameer: The Fire Within
- 2005: The Film
- 2005: Kuchh Meetha Ho Jaye
- 2005: Sehar
- 2005: Film Star
- 2005: Home Delivery
- 2005: Bhagmati
- 2006: Souten: The Other Woman
- 2006: Sandwich
- 2006: Kudiyon Ka Hai Zamana
- 2006: Sarhad Paar
- 2006: Hope and a Little Sugar
- 2008: Gumnaam – The Mystery
- 2015: Mumbhaii - The Gangster
- 2016: Dark Chocolate

## Auszeichnungen (Auswahl)
- 1998: Filmfare Award (bestes weibliches Debüt) für Pardes
- 2001: Bollywood Movie Award (beste Nebendarstellerin) für Dhadkan